# Libertad (Antique)
Libertad é um município de  quinta classe de renda municipal (d) na província Antique, nas Filipinas. De acordo com o censo de 1 de maio  de  2020 possui uma população de 17 507 pessoas e 4 510 domicílios.